# Žydrūnas Grudzinskas
Žydrūnas Grudzinskas, (ur. 8 stycznia 1975 w Olicie), litewski piłkarz, występujący na pozycji prawego obrońcy. Grudzinskas w młodości trenował kung-fu. Był młodzieżowym mistrzem Litwy do lat 15 w tym sporcie walki. Grudzinskas potrafi komunikować się w języku polskim, żona Grudzinskasa jest pochodzenia polskiego, a i sam zawodnik przyznaje się do polskiego pochodzenia. Zawodnik umie też mówić po litewsku i rosyjsku.

## Kariera klubowa
Karierę zaczynał w sezonie 1997 - 1998, w pierwszoligowym zespole Lokomotyvas Wilno, gdzie zaliczył bardzo udany sezon - 28 występów i 6 zdobytych bramek, a w dodatku zdobyte wicemistrzostwo Litwy. Co nie udało się w poprzednim sezonie udało się w następnym - w sezonie 1998 - 1999 przeszedł do zespołu Žalgiris Wilno, z którym zdobył mistrzostwo - a sam Grudzinskas pojawił się na boisku 18 razy, strzelając jedną bramkę. Następny sezon nie był już tak udany, zarówno dla Grudzinskasa jak i dla Žalgirisu, w barwach wileńskiego klubu wystąpił 14 razy. Zaskoczeniem było więc przejście do drugoligowej wówczas Ceramiki Opoczno, gdzie spędził aż 3 sezony. Grudzinskas wrócił na Litwę na początku sezonu 2002, gdzie podpisał kontrakt z drugoligową Vėtrą Rūdiškės, z którą w następnym sezonie awansował do I ligi. Na boiskach ekstraklasy litewskiej wystąpił w tym sezonie 23 razy, ale zespół Vetry skończył rozgrywki na 5. miejscu w tabeli.
W sezonie 2006 występował w innym wileńskim klubie, FC Vilnius, gdzie był klubowym kolegą Adriana Mrowca i Macieja Kijewskiego. Ogółem w ekstraklasie litewskiej, Grudzinskas wystąpił 125 razy i zdobył 7 goli.

## Kariera reprezentacyjna
Po dobrych występach w sezonie 1997/1998 rozgrywanym w Lokomotyvasie, uwagę na tego piłkarza zwrócił selekcjoner reprezentacji Litwy Kestutis Letoža. Zawodnik zadebiutował 21 kwietnia 1998 w Lipawie w meczu przeciwko Łotwie, który Litwini wygrali 2:1. Ostatni, jak dotychczas występ Grudzinskas zaliczył 5 października 1999 w Glasgow w meczu przeciwko Szkocji, który Litwa przegrała 0:3. Dotychczas, Grudzinskas wystąpił 9 razy w reprezentacji A i 1 raz w reprezentacji B, kiedy jego drużyna mierzyła się z Indonezją. Nie strzelił żadnego gola w kadrze.